# Rybka
Rybka (russisk: Рыбка) er en russisk animationsfilm fra 2007 af Sergej Rjabov.